# Mahanta tanyae
Mahanta tanyae is een vlinder uit de familie slakrupsvlinders (Limacodidae). De wetenschappelijke naam van de soort is voor het eerst geldig gepubliceerd in 2005 door Alexey V. Solovyev.

## Type
- holotype: "male, VII.2001. leg. local collector, genitalia slide no. GU N 9513"
- instituut: MWM, München, Duitsland
- typelocatie: "China, Shaanxi, Taibai Shan, 1500 m, Tsinling Mts., Houzhenzi vil., 33°53'N, 107°49'E"